# Giovanni Migliara

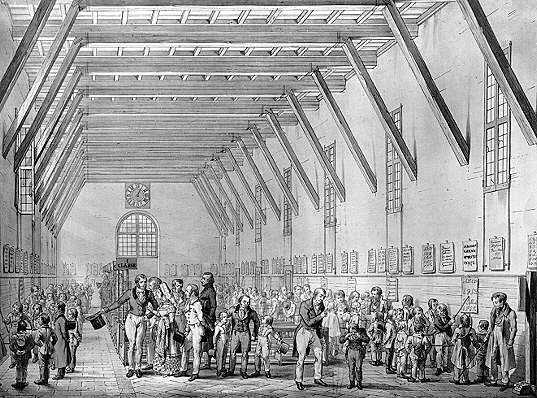
Confalonieri e Pellico alla applicazione del metodo Lancaster-Bell di mutuo insegnamento, Musée du Risorgimento (Turin) - reproduction photo N&B d'une de ses aquarelles

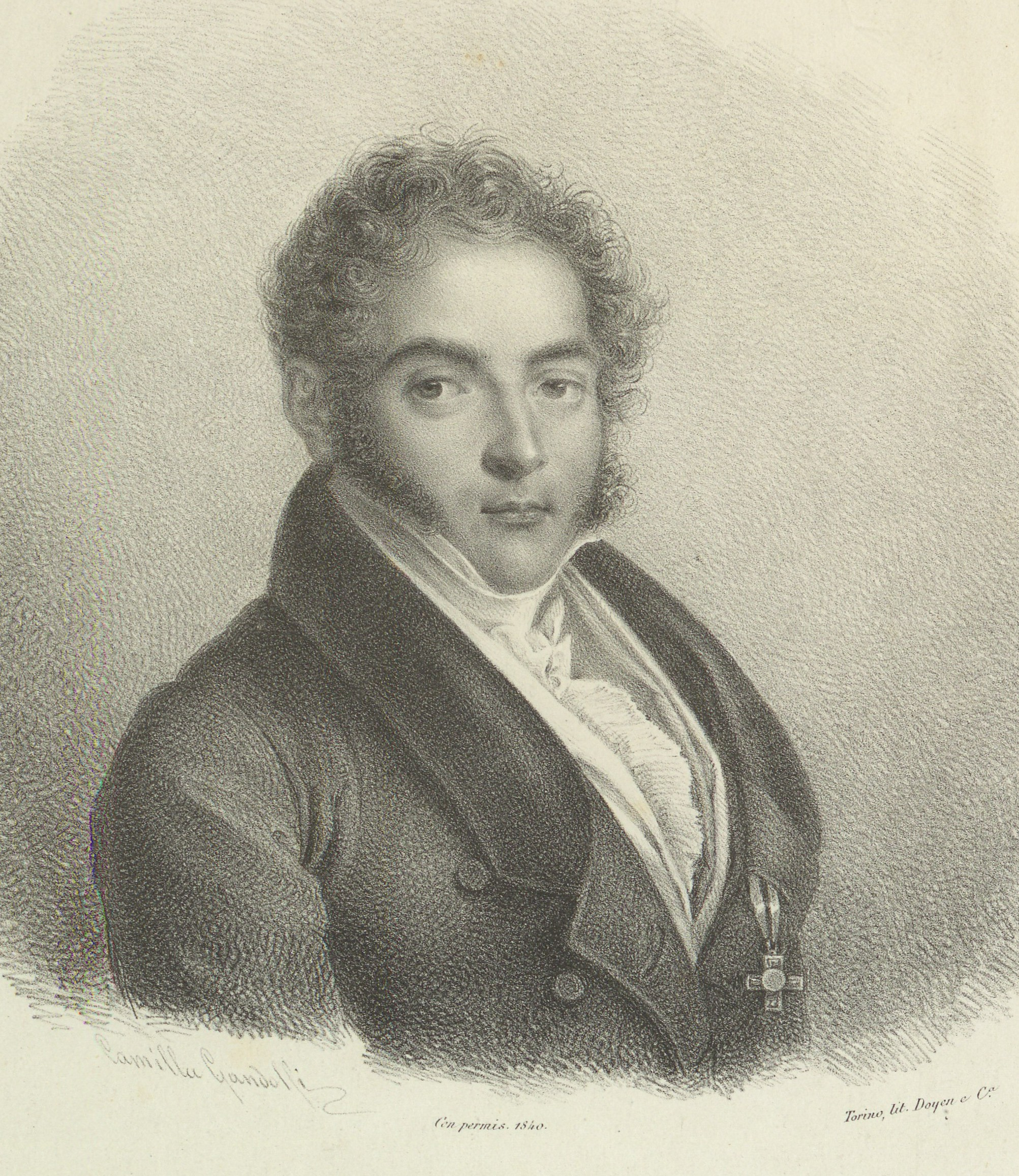
Portrait de Giovanni Migliara, 1840
par Camille Guiscardi

Giovanni Migliara (Alexandrie, 5 octobre 1785 - Milan, 18 avril 1837), est un enseignant et un peintre italien qui a été actif  au début du XIXe siècle.

## Biographie
Giovanni Migliara a commencé sa carrière comme décorateur de vedute au Teatro Carcano (1804) et à La Scala (1805 - 1809).
À cause d'une maladie il a dû arrêter son activité pendant une période et a dû par la suite limiter ses travaux. De ce fait à partir de 1810, il ne fit plus que des petits travaux de peinture à l'aquarelle et à l'huile sur différents supports, (toile, soie et ivoire).
Quand la peinture milanaise a été dominée par les peintres néoclassiques Andrea Appiani et Luigi Sabatelli, Giovanni Migliara est resté à l'écart et a conservé son style et ses thèmes historiques et médiévaux imprégnés subtilement de romantisme.
Sa technique éprouvée, le choix des sujets et la qualité de son travail lui procurèrent de nombreuses commandes de l'aristocratie milanaise.
En 1822 il a été nommé professeur à l'Accademia di Belle Arti di Brera à Milan et en 1833 il est devenu peintre à la cour du roi Charles-Albert de Sardaigne. Il a eu parmi ses élèves Pompeo Calvi.
En plus de ses toiles historiques, il a produit de nombreux intérieurs d'église, dans un style topographique.

## Œuvres
- Vue du Campo San Giovanni et Paolo avec la Façade de l'école San Marco,
- Vue du pont du Rialto à Venise, Phillips, The International Fine Art Auctioneers, Londres.
- Intérieur de la Basilique de San Lorenzo, Musée de Milan.
- Via Fatabenefratelli (1830), Milan.
- Portique de l'église San Lorenzo (v. 1814), Milan.
- Le Vestibule d'un Couvent (1833), Pinacothèque d'Alexandrie.
- Entrée au château de Plessis de la Tour (1833), Galerie civique art moderne, Turin.
- Confalonieri e Pellico alla applicazione del metodo Lancaster-Bell di mutuo insegnamento, Musée du Risorgimento (Turin)

## Sources
- (it) Cet article est partiellement ou en totalité issu de l’article de Wikipédia en italien intitulé « Giovanni Migliara » (voir la liste des auteurs).